# Susanna Majuri

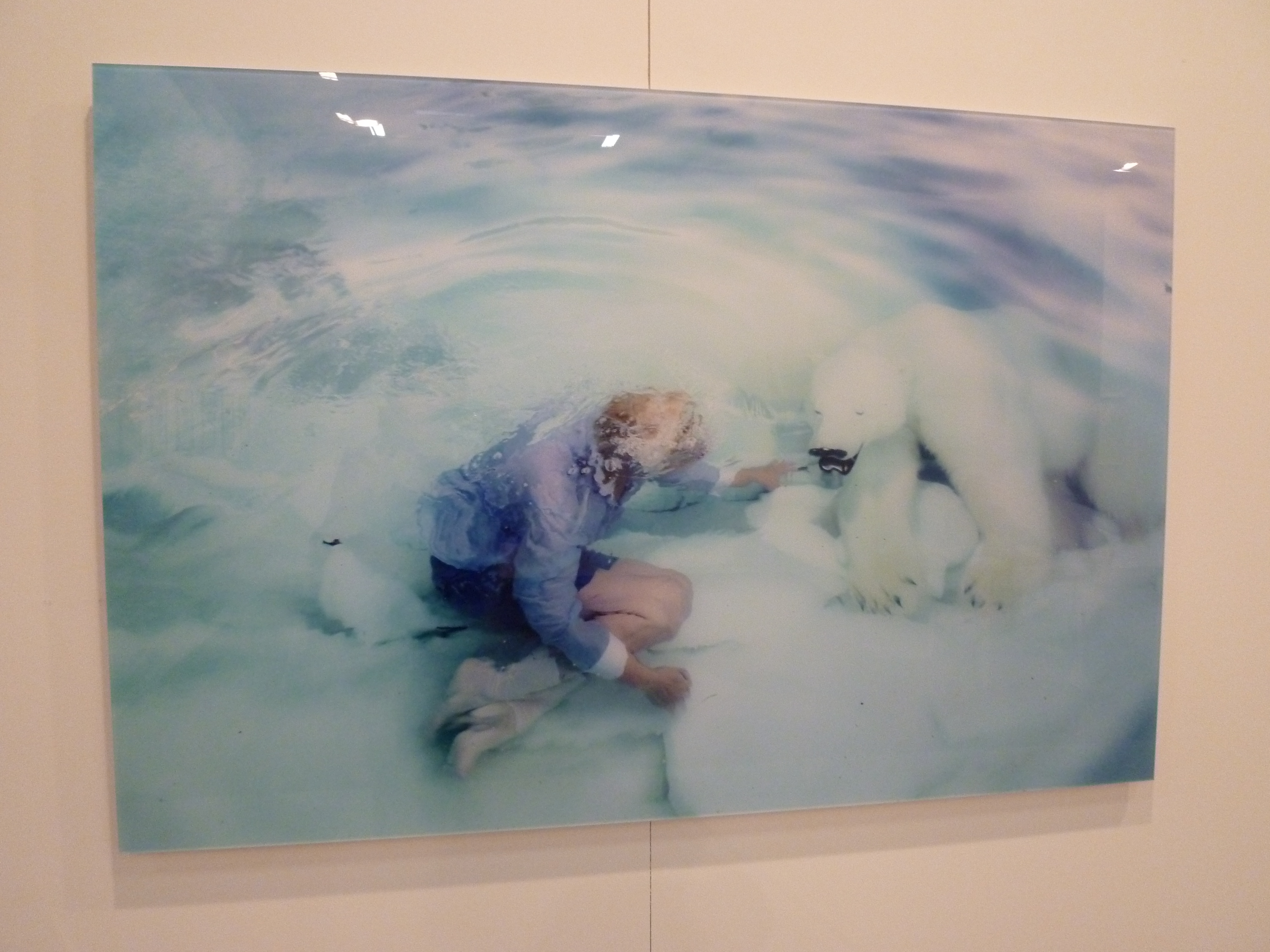
Susanna Majuri: Polární medvěd, 2009 (Gallery TalK)

Susanna Majuri (24. listopadu 1978 – 5. března 2020) byla finská výtvarná fotografka se sídlem v Helsinkách. Byla známá díky svým podvodním fotografiím.

## Mládí
Majuri promovala v roce 2004 na Turku Art Academy a získala magisterský titul z fotografie na University of Art and Design University v Helsinkách.

## Kariéra
Na svých fotografiích zachycovala autorka krátké narativní scény, jako by to byly útržky z filmového příběhu, který je třeba dovyprávět. Její hlavní postavy, většinou mladé ženy a jejich skryté tváře, vyvolávaly zřetelný dojem, že se ztratily. 
 „Moje fotografie lze vnímat jako různá místa emocí. Chci vyprávět pocity jako v románech. Fotografuji cizince, vyvolávají mou touhu a žádám je, aby šli se mnou. Skrývám své sny a touhy v obrazech. Voda maluje se mnou; spojuje lidi a krajinu dohromady. Pocity sice mohou být odhaleny, ale zůstávají skryté. Tato fotografovaná místa poznáte ve své fantazii. Záhady se stanou vašimi tajemstvími a já vás chci vzít do vašich snů. Tady, v obrazech, moji protagonisté zpívají se spoustou radosti a touhy. Půjčím si slova spisovatelky jménem Tua Forsström: Řekla jsem, že to byl sen, protože jsem chtěla zůstat.“

Majuri je známá pořizováním éterických a magických fotografií, kde je voda často klíčový kompoziční prvek. Dalším tématem jejích fotografií je sever. Jak ve fyzickém prostředí, tak v duševním stavu. V té době dokončovala doktorandské studium fotografické fikce na finské Akademii výtvarných umění v Helsinkách.
Akademie v roce 2007 zvolila na obálku své školní knihy fotografii od Susanna Majuri. Vybraná fotografie se jmenuje Elskar Fyr High Tide (2006) a je součástí její série You Nordic. Na fotografii je žena v červeném kabátě, procházející vodou směrem k majáku v dálce. Série You Nordic se skládá ze žen v podivných nebo absurdních situacích s opakujícím se barevným schématem – červená proti šedavě modré vodě, bazénům nebo chatám. Každá fotografie je zobrazením podivné situace lidí před bezútěšným přírodním nebo environmentálním pozadím.
Majuri pořádala výstavy v New Yorku, Tokiu a na různých místech v Evropě. Získala cenu fotografie Gras Savoye Award na festivalu Rencontres d'Arles ve Francii 2005 a byla členkou fotografického hnutí Helsinki School.
Její tvorba byla vystavena v následujících sbírkách muzeí: Kiasma, Muzeum současného umění, Finské muzeum fotografie, EMMA – Espoo Muzeum moderního umění, Helsinki City Art Museum, Tampere Art Museum, Finská státní umělecká sbírka, Muzeum v Turku, Asociace umělců Finska, City of Salo, Kone Foundation, RAY, Pro Artibus, Finská umělecká asociace, Muzeum fotografie Thessaloniki, Malmö Art Museum, Song og Fjordane Kunstmuseum, Zabludowicz Collection, Fundació Foto Colectania, Kunst: Raum Sylt-Quelle, Association de l'ENSP, Statoil Collection, Kolekce Pietera a Marie Sandersových, Sbírky Carl Gustaf Ehrnrooths, soukromé sbírky ve Francii, Velké Británii, USA, Německu, Itálii, Švýcarsku, Švédsku, Dánsku, Norsku, Finsku nebo zemích Beneluxu.
Susanna Majuri zemřela 5. března 2020 ve svých 41 letech.